# Something in the Way
Something in the Way (с англ. — «Что-то на пути») — песня американской гранж-группы Nirvana из альбома Nevermind. Написана фронтменом группы Куртом Кобейном в 1990 году.

## Написание
Полагалось, что Курт Кобейн написал песню во времена когда был бездомным и спал под мостом в своём родном городе Абердине. Этот миф, распространённый самим Кобейном, был опровергнут в его биографии Тяжелее небес, написанной Чарльзом Кроссом, который утверждал, что если Кобейн на самом деле ночевал под мостом упомянутым в песне, его могло бы смыть течением реки Вишка. В действительности, Кобейн спал у своих друзей, у которых он так же оставлял на день свои вещи запакованные в картонные коробки. Кроме того, он якобы спал в приёмных больниц города.
Первое исполнение песни состоялось 25 ноября 1990 года на концерте в сиэтлском клубе «The Off Ramp».

## Запись
В интервью 1996 года журналу Rolling Stone, Бутч Виг сказал: «Мы попробовали записать её вживую, но Курт пел и играл на гитаре так тихо, что были слышны только бас-гитара и ударные. Я предложил ему уйти в операторскую и записать свои партии отдельно. Курт решил сыграть на своей старой, разбитой, пятиструнной акустической гитаре, настроить которую так и не сподобился. Пока я устанавливал микрофоны, Курт завалился на диван и начал бренчать по струнам. Я отключил телефоны, повесил знак “не беспокоить”, выключил свет, запер дверь и нажал на кнопку записи». В последний день записи Nevermind группа пригласила своего друга Кирка Кеннинга сыграть на виолончели в песне.

## Участники записи
- Курт Кобейн — вокал, акустическая гитара
- Крист Новоселич — бас-гитара
- Дэйв Грол — ударные
- Кирк Кеннинг — виолончель